# Гайдари (городище)
Городище «Гайдари» — пам'ятка археології національного значення, охоронний № 200020-Н, взятий під охорону держави Постановою КМУ № 928 від 03.09.2009.

## Датування
Кінець ХІ — І чверть ХІІІ ст.

## Розташування
На північний схід від с. Гайдари Зміївського району Харківської області, праворуч від дороги із м. Зміїв на с. Задонецьке в ур. Провалля на високому мисі, який утворено схилами та вузькою долиною «Раклячого Яру», глибиною 11—13 м на заході та крутим правим берегом р. Сіверський Донець (прит. Дону) на сході.

## Історія дослідження
Вперше згадується і деякою мірою описується в XVII ст. у «Книге Большому чертежу» як Зміїв курган. В 1901 році під час досліджень в Ізюмському повіті Василя Городцов відкрив курган і поселення Гайдари. В 1927 р. М. К. Фуксом і Олександром Федоровським, було вперше оглянуто давньоруське городище, але результати досліджень не знайшли відображення в тогочасній літературі.
І лише у 1953 р., в межах роботи археологічної експедиції Борис Шрамко першим детально описав поселення. А в 1955 р. вчений зібрав на пам'ятці кераміку давньоруського періоду IX—XIII ст. і закінчив зйомку інструментального плану. 1975 р. Світлана Плетньова висунула свої припущення щодо городища Гайдари, яке могло бути половецьким містом Балін. В  70-х роках рятувальні розкопки на городищі Гайдари проводив О. Г. Дяченко. В 1988 р. на території археологічного комплексу Гайдари В. В. Дідик проводив невеличкі розвідувальні роботи.

## Опис
В структурі пам'ятника виділяється фортеця, неукріплене селище-супутник, яке прилягає до неї, і ґрунтовий могильник.
Відносно рельєфу місцевості давньоруська фортеця мала форму вузенького трикутника, який повільно понижувався в північно-східному напрямку. Відносна висота фортеці щодо заплави Дінця складає 25 — 27 м, із західної і східної сторін городище мало гарний природний захист. Північно-східна сторона острогу має чіткі сліди чотирьох підрізок схилу. Ширина майданчиків ескарпів становить 1,5 — 2 м, висота приблизно 1 м. Другий, треті і четвертий майданчик від підошви були посилені ровами шириною 2 — 3 м. З напільного сторони городище захищає невеликий вал і рів. А там, де схил мису більш-менш пологий, його було посилено двома невисокими валами і трьома ровами.
В ході протиерозійних заходів укріплення зазнало значних техногенних змін — вал і рів з південного (напільного) боку майже повністю знівелювали. Лише в південно-східній частині городища зберігся 2-х метровий фрагмент валу із піску. Розміри території фортеці, яка збереглася, становить в довжину приблизно 27 м по лінії північ — південь і найбільшу ширину — 8 м.
Селище-супутник починається одразу за ровом укріплення, західний та східний краї майданчику злегка підняті і мають висоту над заплавою 35 — 37 м. Розміри селища становили 130 х 40 м.
Ґрунтовий могильник біля селища займає високу, повністю вкриту лісом частину платоподібного узвишшя, яке примикає із півдня та південного заходу до вершини Раклячого яру. Територія могильника займає площу приблизно 150×80 м, витягнута в напрямку північний захід — південний схід. Південний кордон селища знаходиться за 60 — 100 м від могильника. Територія, яка відокремлює селище від могильника, є підйомом рельєфу на південь. Було виявлено 4 поховання домонгольського часу. В основному всі поховання розташовані у витягнутому положенні, руки покладені на живіт (груди), головою на захід. Супроводжений матеріал представлений уламками кераміки, кістками, вуглями.
Незначна насиченість культурного шару на поселенні (потужність 0,3—0,4 м) речовими артефактами дозволяють визначити його оборонне призначення у вигляді укріпленої схованки для навколишнього населення на випадок військової небезпеки.

## Сучасне використання
Частково під лісом.